# کالینز (اوهایو)
کالینز (به انگلیسی: Collins) یک منطقهٔ مسکونی در ایالات متحده آمریکا است که در Townsend Township واقع شده‌است. کالینز ۱۱٫۹۷ کیلومتر مربع مساحت و ۶۳۱ نفر جمعیت دارد و ۲۶۷٫۹۲ متر بالاتر از سطح دریا واقع شده‌است.